# Battaglia del lago Benaco
La battaglia del lago Benaco fu combattuta nel novembre 268 presso il lago di Garda (in latino Lacus Benacus) tra l'esercito dell'Impero romano, comandato dall'imperatore Claudio il Gotico, e la federazione germanica degli Alemanni. La schiacciante vittoria ottenuta dai Romani segnò l'inizio della ripresa dell'impero dopo la Crisi del III secolo, ma non fu sufficiente a contenere definitivamente le incursioni alemanniche in territorio romano, che anzi ripresero già pochi mesi dopo la battaglia.

## Contesto storico
Gli Alemanni erano una federazione etnica di tribù germaniche, in larga parte appartenenti al ramo degli Herminones dei Germani occidentali. Il nucleo originario, costituito dai Semnoni, aveva aggregato intorno a sé elementi di varia stirpe, le cui identità singolari si erano via via stemperate fino a lasciare il posto a quella, collettiva e comune, alemannica. Nel corso del suo processo di formazione, tra I e II secolo, la federazione si era stanziata in un'area dell'odierna Germania meridionale, compresa tra l'alto Reno e l'alto Danubio.
All'inizio del II secolo, mentre a Roma regnava l'imperatore Caracalla, gli Alemanni avevano intrapreso le loro prime scorrerie al di là del Limes romano (212-213). Le incursioni erano condotte dai soli guerrieri e avevano finalità di saccheggio; non c'erano ancora, in quella prima fase, obiettivi di migrazione o di ricerca di nuove aree di insediamento, tanto che al termine di ogni razzia le truppe facevano ritorno alle loro basi a ridosso del Limes.

### Antefatto
Nel 268 gli Alemanni penetrarono in Italia attraverso il passo del Brennero, approfittando dell'assenza dell'esercito romano, impegnato a fronteggiare la ribellione dell'usurpatore Aureolo e, nelle province balcanico-anatoliche, un'altra invasione barbarica, capeggiata dai Goti. Nell'autunno gli Alemanni giunsero ad occupare alcune zone dell'Italia settentrionale, proprio mentre i Romani erano impegnati a sconfiggere i Goti nella battaglia di Naisso. È possibile che l'imperatore Claudio abbia tentato di negoziare con gli Alemanni il loro ritiro, ma, avutone un rifiuto, decise di impegnarli in battaglia.

## Battaglia
Gli eserciti si scontrarono nei pressi del lago di Garda: i trentacinquemila uomini di Claudio si trovarono davanti un nemico superiore di numero, in quanto gli Alemanni avevano portato in Italia più di centomila uomini. I dettagli della battaglia sono ignoti, ma è certo che Claudio vinse largamente uno scontro, con circa metà degli Alemanni caduti sul campo; gli Alemanni superstiti si ritirarono verso nord.
Le vittorie di Naisso e del Garda furono segnali dell'uscita dell'impero dalla crisi che l'aveva attanagliato nel III secolo: sotto l'energica guida dei due generali illirici, Claudio e Aureliano, furono riconquistati tutti i territori perduti nel giro di sette anni.

## Conseguenze
Dal punto di vista alemannico, tuttavia, lo scontro non rappresentò affatto un punto di svolta; dopo che i superstiti furono rientrati nelle loro basi, infatti, la federazione passò immediatamente a pianificare nuove razzie, tanto che già nel 270 la tribù alemannica degli Iutungi tornò a compiere un'incursione in Italia settentrionale. Anche la nuova campagna, dopo un iniziale successo a Piacenza nel gennaio del 271, fu respinta dall'esercito romano guidato da Aureliano (battaglie di Fano e di Pavia, ma ulteriori incursioni si sarebbero ripetutamente verificate nei decenni seguenti.